# گرامی (پسر جاماسپ)
گرامی پسر جاماسپ در داستان‌های ملی ایران و شاهنامه فرمانده بخشی از سپاه ایران در جنگ با ارجاسپ بود و خود دلیرانه جنگید و سرانجام به دست تورانیان کشته شد. نام وی در یادگار زریران آمده‌است.
نام این پهلوان ایرانی ( گرامی ) ، نخستین بار در "یادگار زَریران" آمده است و سپس در گشتاسپ نامه دقیقی از آن یاد شده و فردوسی خردمند هم در خواب خود دقیقی را می بیند که به فردوسی می گوید درباره دلاوران ایرانی شعر بسُراید و فردوسی هم داستان های گشتاسپ نامه را در شاهنامه سروده است ( به نظم درآورده )
چندی از سروده های بخش 1، پادشاهی 120 ساله گشتاسپ:
چنان دید گوینده یک شب به خواب/که یک جام مِی داشتی چون گلاب
دقیقی ز جایی پدید آمدی/بَران جام مِی داستانها زدی
به فردوسی آواز دادی که مِی/مخور جز بر آیین کاوسِ کی
بدین نامه گر چند بشتافتی/کنون هرچِ جُستی همه یافتی
ازین باره من پیش گفتم سخن/سخن را نیامد سراسر به بن
ز گشتاسپ و ارجاسپ بیتی هزار/بگفتم سرآمد مرا روزگار
گِر آن مایه نزد شهنشه رسد/روان من از خاک بر مه رسد
کنون من بگویم سخن کو بگفت/منم زنده او گشت با خاک جفت
همچنین نام این پهلوان ( گرامی ) در کارنامه اردشیر بابکان، نامه تَنسَر، دادستان مینوی خرد، بُندَهِشن و. . . هم آمده است!
یادگار زریران: اَیادگار زریران -
ریشه این نَسک به زبان پارتی ( پَهلوانیک ) است و همراه با چکامه ( سروده ) است و برگرفته از نَسک "هفتم دینکرد" است!
داستان جنگ ایرانیان با تورانیان ( خیونان، امروزه چینی ها ) یا جنگ دینی گشتاسب با اَرجاسب
( ( داستان های دیگری که بنیان پارتی دارند:
سَیاس، درخت آسوری، بیژن و منیژه، ویس و رامین و. . . ) )
در یادگار زریران، گرامی‌کرد (گرامی کردار)، پسر جاماسب، در حین نبرد، دستهایش قطع می‌شود و درفش (پرچم) را به دندان می‌گیرد. به احتمال زیاد بریده شدن دستان عباس بن علی و به دندان گرفتن مشک را از روی این داستان باستانی کپی برداری کردند و روضه خوانان شیعه رفتار شمر را از رفتار بیدرفش جادو اقتباس و کپی کردند

## گرامی در شاهنامه
در بخشی از داستان گشتاسپ و ارجاسپ در شاهنامه که از سروده‌های دقیقی است به یک سردار پرافتخار ایرانی به نام «گرامی» اشاره می‌شود:
| نَبَرده‌سواری گرامیش نام |  | همانندهٔ پور دستان سام |

در این داستان، ایرانیان در برابر سپاه ارجاسپ قرار گرفتند که البته سپاه ارجاسپ گاهی سپاه چین هم خوانده می‌شود.
هنگامی که سردار ایرانی یعنی گرامی، درفش فروزنده کاویانی را می‌بیند که روی زمین افتاده‌است، بی‌احترامی به این درفش را تحمل نمی‌کند و بی درنگ به سوی این درفش ملی می‌رود و آن را برمی‌دارد. او گرد و خاکی که بر روی آن نشسته بود را پاک می‌کند و با احترامی که شایسته درفش است برافراشته نگه می‌دارد.
سردار ایرانی با یک دست درفش کاویانی را می‌گیرد و با دست دیگر که مسلح به گرز بود، با دشمنان می‌جنگد.
سپاهیان دشمن گرداگرد سردار ایرانی را می‌گیرند و از همه سو به او یورش می‌آورند. در پی این یورش، یک دست سردار ایران از بدنش جدا می‌شود!
ولی سردار ایرانی کوتاه نمی‌آید و باز هم نمی‌گذارد درفش کاویانی روی زمین بیفتد و درفش کاویان را به دندان می‌گیرد و فقط با یک دست به جنگیدن ادامه می‌دهد که مایه شگفتی راوی داستان است.
سردار ایرانی جانش را در این راه از دست می‌دهد و تا آخرین نفس، درفش پر افتخار کاویانی را برافراشته نگه می‌دارد.
این عشق و شور به درفش ملی به راستی در تاریخ بشر کم‌نظیر است. درفشی که از دل مردم برخاسته بود و ایرانیان همواره علاقه خاصی به این درفش باستانی داشتند.
در ادامه بخش‌هایی از شاهنامه که این داستان آمده را می‌آوریم:
| بیفتاد از دست ایرانیان        |  | درفش فروزندهٔ کاویان           |
| گرامی بدید آن درفش نبیل       |  | که افگنده بودند از پشت پیل    |
| فرود آمد و بر گرفتش ز خاک     |  | بیفشاند ازو خاک و بستُرد پاک   |
| چو او را بدیدند گُردان چین     |  | که آن نیزهٔ نامدار گُزین        |
| از آن خاک برداشت، بستُرد و برد |  | به گردش گرفتند مردان گُرد      |
| ز هر سو به گِردش همی تاختند    |  | به شمشیر، دستش بینداختند      |
| درفش فریدون به دندان گرفت     |  | همی زد به یک دست گرز، ای شگفت |
| سرانجام کارش بکشتند زار       |  | برآن گرم خاکش فگندند خوار     |